# 5-я зенитная ракетная бригада
5-я зенитная ракетная бригада — тактическое соединение ПВО 6-й общевойсковой армии Западного военного округа Вооружённых сил Российской Федерации.
Условное наименование — Войсковая часть № 74429 (в/ч 74429). Сокращённое наименование — 5 зрбр.
Дислоцирована в городе Ломоносов Петродворцового района города Санкт-Петербурга.

## История бригады
Сформирована с 20 сентября по 20 ноября 1961 года в Ужгороде (УССР) как 919-й отдельный зенитный ракетный полк, на вооружение которого был поставлен комплекс С-75. Годовой праздник части — 5 декабря.
С июня 1962 года по апрель 1965 года полк дислоцировался в городе Свалява Закарпатской области УССР и входил в состав Прикарпатского военного округа.
В 1968 году полк был включён в состав Центральной группы войск для участия в операции «Дунай» по подавлению попытки реформирования политической системы Чехословакии (Пражская весна) и передислоцирован в посёлок Червена-Вода.
В 1971 году полк перевооружен на новый комплекс «Круг» и преобразован в 5-ю зенитную ракетную бригаду. Новым местом дислокации части стал посёлок Червона Вода вблизи чешско-словацко-польской границе в Северной Моравии. Здесь располагались 1 и 3 озрдн бригады и другие подразделения соединения. В поселке Курживоды (Kuřivody) рядом с городом Мимонь располагался 2 озрдн и в районе г. Хайлар находилась позиция дежурной батареи.
В 1981 году все силы бригады были перемещены в поселок Курживоды.
В 1989 году бригада перешла на комплекс «Бук-М1», а в июне 1990 года была передислоцирована в город Шую Ивановской области и вошла в состав 22-й гвардейской общевойсковой армии Московского военного округа.
С 1993 по 1999 годы бригада выполняла миротворческую миссию по несению боевого дежурства в зоне грузино-абхазского конфликта, по прикрытию воздушного пространства в районе военной базы Гудаута.
В 2009 году бригада была передислоцирована в посёлок Ненимяки Всеволожского района Ленинградской области и город Ломоносов Петродворцового района города Санкт-Петербурга и вошла в состав Ленинградского военного округа.
В 2012 году управление бригады и подразделения, дислоцировавшиеся в посёлке Ненимяки, были передислоцированы в посёлок Горелово Красносельского района города Санкт-Петербурга.
Предполагается, что в 2016—2017 годах бригада перешла на комплекс «Бук-М2».

## Командиры
- Гулый Иван Антонович (1961—1964)

- Олейник Анатолий Петрович (1989—1998)
- Шкутько Виталий Георгиевич (1998—2004)
- Мельников Сергей Степанович (2007—2011)
- Пигарев Виктор Иванович (2011—2013)
- Соболев Игорь Валентинович (2013 по н. в.)